# هنگ ۳ پیاده (ایالات متحده)
هنگ ۳ پیاده ایالات متحده آمریکا (Noli Me Tangere) هنگی از نیروی زمینی ایالات متحده آمریکا است. این هنگ در حال حاضر سه گردان فعال دارد و با لقب گارد قدیمی، همچنین اسکورت رئیس‌جمهور شناخته می‌شود. شعار این هنگ «به من دست نزن» است. هنگ ۳ پیاده، یک واحد اصلی از منطقه نظامی واشینگتن است. هنگ سوم پیاده‌نظام قدیمی‌ترین هنگی است که هنوز در ارتش منظم فعال است و اولین بار در سال ۱۷۸۴ به‌عنوان اولین هنگ آمریکایی سازماندهی شد. این هنگ از سال ۱۹۴۸ واحد تشریفاتی رسمی ارتش ایالات متحده بوده است.